# Danièle Nyst
Danièle Nyst (9. Juni 1942 in Liège – 3. April 1998 Sprimont) war eine belgische Videokünstlerin.

## Leben und Werk
Danièle Nyst studierte an der Real Academia de Bellas Artes de San Fernando in Madrid. Tätig war sie beim RTBF, dem Hörfunk und Fernsehen der französischen Gemeinschaft Belgiens. Von 1983 bis 1996 realisierte Danièle Nyst gemeinsam mit ihrem Ehemann Jacques Louis Nyst (1942–1995) Videokunst.
Das Ehepaar Nyst (in den Rollen von Professor Codca und Thérèsa Plane) führt in den Videos anspruchsvolle, oft auch witzige, intellektuelle Diskurse. Sie lebten und arbeiteten in Sprimont in der Provinz Lüttich.

## Videos
- 1983: Thérèsa Olane 14' (erhielt einen Preis auf dem Festival in Grenoble)
- 1984: J'ai la tête qui tourne 16' (erhielt einen Preis auf dem Festival in Montbéliard und Toronto)
- 1985: Hyaloïde 27' (erhielt einen Preis auf dem Festival in Toronto)
- 1989: Saga Sachets 21' (erhielt einen Preis auf dem Festival in Locarno)
- 1990: Comme s'il y avait des pyramides 3 l' 11 (Nominierung in Montréal)[4]
- 1992: Le Livre est au bout du banc
- 1993: L’Apocalypse selon Thérésa
- 1994: Le rituel des 16 faces
- 1995: Train fantôme, Installation
- 1995: Entre l’ombre et la lumière, Installation

## Ausstellungen (Auswahl)
Die Werke von Danièle Nyst und Jacques Louis Nyst wurden international gezeigt. Zu nennen sind: documenta 8, Kassel, Musée d’Art Moderne, Liège; Stedelijk Museum, Amsterdam; Palais des Beaux-Arts de Bruxelles, Brüssel; Tokyo International Film Festival, Tokio; Biennale von São Paulo, São Paulo; Museum of Modern Art, New York; Centre Georges Pompidou, Paris; The Institute of Contemporary Art, Boston; Musée d'art contemporain de Montréal; Biennale von Paris, Paris.